# Parafia św. Klemensa Papieża w Miedźnej
Parafia pod wezwaniem Świętego Klemensa Papieża w Miedźnej – parafia rzymskokatolicka znajdująca się w Miedźnej. Należy do dekanatu Miedźna archidiecezji katowickiej. Administratorem od 30 lipca 2023 roku jest ks. Tomasz Kasperowicz.

## Historia
Parafia po raz pierwszy wzmiankowana została w spisie świętopietrza parafii dekanatu Oświęcim diecezji krakowskiej z 1326 pod dwiema nazwami Medzwna seu [lub] Cuncendorf i ponownie w 1327. W kolejnych spisach świętopietrza z lat 1346 – 1358 występuje w zapisach Medzwna, Mezwna, Mezwena. Około 1350 roku powstał dekanat Pszczyna, który podlegał diecezji krakowskiej do 1821 roku, kiedy to na mocy bulli papieża Piusa VII De salute animarum z 17 lipca przyłączony został do diecezji wrocławskiej.
W listopadzie 1598 wizytacji kościelnej (pierwszej po soborze trydenckim) dekanatu pszczyńskiego dokonał archidiakon krakowski Krzysztof Kazimirski na zlecenie biskupa Jerzego Radziwiłła. Według sporządzonego sprawozdania kościół w Villa Miedzwna znajdował się w rękach luterańskich.